# 2466 Golson
2466 Golson је астероид главног астероидног појаса са пречником од приближно 20,5 .
Афел астероида је на удаљености од 3,073 астрономских јединица (АЈ) од Сунца, а перихел на 2,199 АЈ.
Ексцентрицитет орбите износи 0,165, инклинација (нагиб) орбите у односу на раван еклиптике 5,094 степени, а орбитални период износи 1563,668 дана (4,281 године).
Апсолутна магнитуда астероида је 12,1 а геометријски албедо 0,061.
Астероид је откривен 7. септембра 1959. године.